# Nida Senff
Dina Willemina Jacoba Senff , més coneguda com a Nida Senff   (Rotterdam, 3 d'abril de 1920 - Amsterdam, 27 de juny de 1995), fou una nedadora neerlandesa que va competir durant la dècada de 1930. Es casà amb el també nedador Stans Scheffer.
Amb tan sols 16 anys va prendre part en els Jocs Olímpics de Berlín de 1936, on guanyà la medalla d'or en la prova dels 100 metres esquena del programa de natació. En la final superà a la seva compatriota Rie Mastenbroek i a l'estatunidenca Alice Bridges, plata i bronze respectivament. Senff guanyà el títol nacional dels 100 metres esquena el 1935 i 1937, alhora que establí cinc rècords del món en els 100 metres, 150 iardes i 200 metres esquena entre 1936 i 1937. El 1983 fou inclosa a l'International Swimming Hall of Fame.